# Óscar Delgado
Óscar Delgado (Santa Ana, Magdalena, Colombia, 6 de junio de 1910–ibídem, 11 de abril de 1937) fue un poeta, periodista y político colombiano.

## Biografía
Oscar Delgado Campo nació en Santa Ana, municipio del Magdalena, en Colombia, entonces una pequeña aldea a orillas del Río Magdalena. Fue el segundo hijo del matrimonio entre el también político liberal Temístocles Delgado y Emilia Campo. Terminada la educación primaria en la Escuela de Varones de Santa Ana, Oscar Delgado se desplaza a Santa Cruz de Mompox por deseo de su padre para continuar sus estudios en el Colegio Pinillos. Sería en esta ciudad donde forjaría amistad con Carlos Alemán, quien recogería póstumamente parte de su obra poética y periodística.
Por deseo de su padre se trasladaría a Barranquilla, por entonces una vibrante ciudad moderna, donde continuaría sus estudios, primero en el Colegio Biffi, y finalmente en el Americano. Durante su estancia en este colegio escribiría sus primeros textos literarios: Evocaciones del atardecer y Nubes. El ambiente cultural y político de la Barranquilla de los años 1920 influiría en la obra de Delgado.
Comenzada la nueva década de 1930, Delgado se traslada a Bogotá para estudiar derecho en El Externado. En esta ciudad, y gracias a la amistad de su padre con Eduardo Santos, comenzaría a trabajar como periodista de El Tiempo, donde publicaría la mayor parte de su obra.  Serían en esta ciudad donde conocería a figuras de movimientos literarios como Los Nuevos y Piedra y Cielo.
Delgado renuncia a la abogacía y se dedica de lleno al periodismo.  Asiste con frecuencia al Senado y a la Cámara, dando comienzo a su vida política.  Luego en 1934 acepta el puesto de Secretario Privado de la Gobernación del Magdalena, bajo el gobierno de Manuel Dávila Pumarejo. Continuaría en este cargo bajo el gobierno de Ciro Pupo Martínez, y en 1935 es elegido como Representante a la Cámara.  Se lanza a la Asamblea del Magdalena más tarde con un proyecto político basado en la lucha contra el abandono de las provincias del sur de la región y por ello presentría su renuncia al Gobernador Ciro Pupo, quien la rechaza, continuando Delgado en el puesto hasta diciembre de 1936.

### Deceso
Regresa a Santa Ana en medio de una tensa atmósfera política, ya que el conservatismo acusaba a su padre, quien ejercía de alcalde, de abuso de poder.  El 4 de abril de 1937 fue elegido como miembro de la Asamblea Departamental del Magdalena.  Una semana después, el 11 de abril, los conservadores organizaron una manifestación en la plaza principal de Santa Ana o Plaza de los Almendros, para promover la cedulación de sus adeptos, la cual terminó siendo el escenario de varios desórdenes públicos en los que perdería la vida el poeta.
A pesar de haber sido advertidos de un supuesto complot, Óscar Delgado y su padre, se acercaron a la plaza, por invitación que les hiciera el conservador Napoleón Rodríguez, secretario privado de Laureano Gómez.  El asesinato a bala de un espectador conservador, aunado al rumor de que Temístocles Delgado había dado la orden de ultimarlo, desencadenaría una ola de ataques en contra de los liberales y sus viviendas.   Temístocles Delgado sería asesinado por las huestes a bala y machete al enfrentarse a la turbamulta.  Su hijo, que intentaba defenderlo, fue asesinado de un disparo en la cabeza.  Por su muerte se autoculpó Luis Mejía, pagando una condena de 5 años en el panóptico de Santa Marta, aunque después afirmaría que le habían pagado para inculparse

## Obra
La obra de Delgado se puede catalogar dentro del movimiento piedracielista, con cuyos miembros forjó fuertes lazos de amistad.  Apoyaba los postulados del grupo que buscaba una renovación de la poesía colombiana, y al igual que los demás miembros del movimiento, se vio fuertemente influenciado por la nueva poesía española de la generación del 27.  Sin embargo, en su obra poética puede distinguirse cierto distanciamiento de la estética piedracielista, lo que le da una identidad propia.
Sus poemas y sus prosas empezaron a aparecer desde su misma llegada a Bogotá, a comienzos de la década del treinta.  Después fue incluido en la antología Los poetas de la naturaleza (1936), de la selección Samper Ortega de Literatura.  Debido a su muerte violenta e inesperada, no logró ver publicado su libro de poemas, al cual había titulado Canciones falsas.  Éste no vería la luz sino hasta 1982 cuando el entonces Instituto Colombiano de Cultura, Colcultura, lo publica bajo el nombre de Campanas encendidas, obra preparada por Carlos Alemán.  Hasta entonces la obra de Delgado había sido publicada fragmentariamente en diferentes periódicos y revistas del país, y así como en la interesante antología de Rafael Caneva titulada Líricos de la Costa Atlántica.

### Estilo
A diferencia de los piedracielistas, el verso de Delgado no se sujeta ni a la métrica ni a la rima, siendo el suyo el verso libre.  A su vez, adopta una característica de la Generación del 27 que fue ignorada en Piedra y cielo (movimiento): la apelación a las fuentes de inspiración popular.   La carga musical es característica del estilo de Delgado, así como el hedonismo y la brevedad.  Entre los temas más característicos de su obra podemos encontrar la aldea, la música, el amor y la naturaleza del trópico.